# 呠站
呠站（越南语：／）位於越南首都河內市北慈廉郡明開坊，是河內都市鐵路3號線的一個車站，2024年8月8日開業。

## 鄰近地點
- 河內工業大學
- 成都大學
- 阮文暄博物館
- 呠市場

## 外部連結
- 呠站（河內都市鐵路的官方網站） （页面存档备份，存于）